# Gbeľany
Gbeľany (en hongrois : Egbelény) est une commune de la région de Žilina, en Slovaquie.

## Histoire
La première mention écrite du village date de 1362.

## Démographie

### Évolution de la population
| Année:               | 1994. | 2004.   | 2014.   | 2024.    |
| -------------------- | ----- | ------- | ------- | -------- |
| Nombre de personnes: | 1151  | 1244    | 1225    | 1586     |
| Différence:          |       | +8,07 % | -1,52 % | +29,46 % |

| Année:               | 2023. | 2024.   |
| -------------------- | ----- | ------- |
| Nombre de personnes: | 1567  | 1586    |
| Différence:          |       | +1,21 % |